# Áslaug Munda Gunnlaugsdóttir
Áslaug Munda Gunnlaugsdóttir (2 juni 2001) is een voetbalspeelster uit IJsland. Ze speelt als middenvelder voor Breiðablik Kópavogur in de Úrvalsdeild.

## Clubcarrière
Gunnlaugsdóttir maakte op 6 juni 2016 haar profdebuut, vier dagen na haar vijftiende verjaardag, in een wedstrijd in de IJslandse tweede divisie voor Völsungur. Ze startte in de basiself en werd in de 75ste minuut gewisseld. Drie weken later betrad ze in de 68ste minuut het veld en maakte ze in de 86ste minuut haar eerste competitiedoelpunt. Gunnlaugsdóttir wist zich niet te handhaven met Völsungur, waarnaa ze de club verliet. Ze kwam uiteindelijk tot zestien wedstrijden en zes doelpunten. Voorafgaande aan het seizoen 2018 maakte Gunnlaugsdóttir de overstap naar Breiðablik Kópavogur, actief in de Úrvalsdeild. Ze kwam in haar debuutsezieon voor deze club vijftien keer in actie waarin ze twee doelpunten maakte. Aan het einde van het seizoen wist ze met Breiðablik landskampioen te worden. Ook won ze de IJslandse beker. Door het kampioenschap mocht Breiðablik deelnemen aan de kwalificatiereeks voor de Champions League 2019/20. Met drie overwinningen plaatsen ze zich voor de volgende ronde die over twee wedstrijden werd gewonnen tegen het Tsjechische AC Sparta Praag.  In de daaropvolgende ronde was het Franse Paris Saint-Germain over twee wedstrijden te sterk. Gunnlaugsdóttir kwam in alle wedstrijden in actie. In het door de coronapandemie beëindigde seizoen stond Breiðablik opnieuw bovenaan. Met haar club wist Gunnlaugsdóttir zich in het seizoen 2021/22 te plaatsen voor de groepsfase van de Champions League. Hierin werd enkel tegen het Oekraïense Zhytlobud-1 Kharkiv een punt gepaakt. Gunnlaugsdóttir maakte geen minuten in deze groepsfase.

## Statistieken
| Seizoen | Club                 | Land    | Competitie  | Wedstrijden | Doelpunten |
| ------- | -------------------- | ------- | ----------- | ----------- | ---------- |
| 2018    | Breiðablik Kópavogur | IJsland | Úrvalsdeild | 15          | 2          |
| 2019    | Breiðablik Kópavogur | IJsland | Úrvalsdeild | 18          | 2          |
| 2020    | Breiðablik Kópavogur | IJsland | Úrvalsdeild | 7           | 2          |
| 2021    | Breiðablik Kópavogur | IJsland | Úrvalsdeild | 15          | 6          |
| 2022    | Breiðablik Kópavogur | IJsland | Úrvalsdeild | 10          | 0          |
| 2023    | Breiðablik Kópavogur | IJsland | Úrvalsdeild | 8           | 0          |
| 2024    | Breiðablik Kópavogur | IJsland | Úrvalsdeild | 6           | 0          |
| Totaal  | Totaal               | Totaal  | Totaal      | 79          | 12         |

Laatste update: 21 maart 2025

## Interlandcarrière
Gunnlaugsdóttir werd voor het eerst opgeroepen voor het IJslandse nationale team voor twee vriendschappelijke wedstrijden tegen Finland in juni 2019. Op 13 juni 2019 maakte ze haar debuut door in het doelpuntloze gelijkspel tegen de Finnen in de basis te starten. In de tweede wedstrijd, die met 2-0 gewonnen werd, speeldeze negentig minuten. Gunnlaugsdóttir werd ook opgeroepen voor de kwalificatiereeks voor het EK 2022, maar maakte hierin geen minuten. IJsland wist zich te plaatsen voor het eindtoernooi dat in de zomer van 2022 plaatsvond in Engeland.
Op 11 juni 2022 werd Gunnlaugsdóttir opgenomen in de IJslandse selectie voor op het EK 2022. Samen met Amanda Andradóttir was ze de veldspeelster met de minste interlands in de selectie. Gunnlaugsdóttir maakte haar opwachting in het tweede groepsduel tegen Italië en het derde groepsduel tegen Frankrijk Met drie gelijke spelen eindigde IJsland op de derde plaats, wat uitschakeling betekende.
Gunnlaugsdóttir was in 2023 met IJsland heel dicht bij deelname aan haar eerste WK. IJsland had aan een gelijkspel tegen Nederland genoeg om zich te plaatsen, maar door een laat doelpunt van Esmee Brugts viel de IJslandse droom in duigen. IJsland plaatste zich nog wel voor de play-offs maar daarin was Portugal met 4-1 na extra tijd te sterk. Gunnlaugsdóttir kreeg in de de 56ste minuut van dit duel de eerste rode kaart van haar carrière.